# チャーターアームズブルドッグ
チャーターアームズ・ブルドッグ（英: Charter Arms Bulldog）はアメリカのチャーターアームズ社が開発した回転式拳銃である。

## 概要
1973年に発売となり、フレームはスミス&ウェッソン社のサイズ規格の中で例えるとJフレーム並のコンパクトサイズながら、.44口径の.44スペシャル弾、もしくは.357マグナム弾を使用出来、比較的安価である事から人気を博し、1970年代から1980年代にかけてベストセラーとなった。チャーターアームズ社の製品らしい飾り気の無い外見に加え、『サムの息子事件』を始めとする犯罪に多用されてしまった背景から、サタデーナイトスペシャルに分類される事もあるが、性能面においては決して粗悪品ではなく、実用的な意味では申し分ないと言える。現在でも旧チャーターアームズ自体が倒産したが、同じ社名を冠した別の会社が販売を行っており、バックアップ用として愛用する警察関係者は今も少なくない。

## 特徴
チャーターアームズ社独自のソリッドなワンピース構造で耐久性が高く、軽量化のためにアルミニウム合金が多用されており、小型のシリンダーに大口径の.44スペシャル弾を5発装填するため、肉厚はかなり薄い。リアサイトは抜き撃ちに適したスリットタイプ、グリップは木製、もしくはラバー製である。バレルは前方の肉厚が薄いテーパードバレルとなっており、安全面ではインターナルセーフティとしてトランスファー・バー・メカニズムを搭載。
細かい仕様変更が長い生産期間の中で行われており、旧モデル、現行モデルが存在。違いとしては旧モデルはエジェクターロッドが露出しており、フロントサイトがパートリッジタイプ、
銃身長が3インチとなっているが、現行モデルではエジェクターロッドを保護するハウジングがバレルアンダーに追加されており、フロントサイトはランプタイプに、銃身長は2.5インチに変更されている。

## 各モデル

### 14420 ブルースタンダード
エジェクターロッドハウジング、ブルーイングフィニッシュのステンレス製フレームを持つ現行の標準モデル。

### 24420 タイガー
黄緑色の虎の縞柄の様な紋様が表れる独特なブラックタイガーフィニッシュが施されたモデル。

### 34431 クラシック
3インチの銃身を備えたスチール製フレームに露出したエジェクターロッド、ランプタイプフロントサイト等、根強い人気を誇る旧モデルとほぼ同仕様のモデル。

### 64420 ブラック・ナイトライド
フレームにブラック・ナイトライドプロセスフィニッシュが施され、更に耐久性を向上させたモデル。

### 74410 ブルドッグ・オン・デューティー  SSスタンダード
ステンレス製フレームに加え、ハンマーは頂部のみ露出しており、引っ掛かりの少ないキャメルハンプとなったモデル。

### 74420 ステンレススタンダード
14420のステンレス製モデル。

### 74421 ステンレスDAO
74420のハンマースパーを無くした護身用のダブルアクションオンリーモデル。

### 74424 クリムゾン・ブルドッグ
ラバーグリップが右側にレーザーサイトを備えたクリムゾントレースレーザーグリップに変更されたモデル。

### 74429 ブーマー
74421をベースとしたコンシールドキャリー用モデル。反動を軽減するガスポートを備えたテーパードバレル上部にフロントサイトが無く、ステンレス製フレームはマットフィニッシュとなっている。

### 74442 .44ターゲット・ブルドッグ
微調整の可能なアジャスタブル・リアサイト、4.2インチバレルを備えたマットフィニッシュのステンレス製モデル。